# Lorete
Lorete fue una trovadora, una de las ocho compositoras de poesía lírica francesa Vieja de las cuales sabemos su nombre. Solo se la conoce por su nombre artístico. Su obra, preservada en un solo manuscrito, es Lorete, suer, par amor ("Lorete, hermana, en el nombre del amor"), un jeu parti (canción de debate) entre su y un "hermana" anónima. Tiene características del dialecto Lorrain .
El debate es acerca de dos hombres que quieren casarse con ella. Lorete prefiere el que es tímido y se le acerca indirectamente a través de sus amigos, pero su "hermana" defiende el hombre quién abiertamente declara su amor.  El poema estuvo supervisado por otras dos mujeres: la Condesa de Leiningen, Jeanne d'Aspremont, y su hermana, Mahaut, dama de Commercy. Estas mujeres eran muy conocidos en los círculos de los trovadores1329.